# 11 Arietis
11 Arietis, som är stjärnans Flamsteed-beteckning, är en ensam stjärna belägen i den mellersta delen av stjärnbilden Väduren. Den har en skenbar magnitud på ca 6,01 och är mycket svagt synlig för blotta ögat där ljusföroreningar ej förekommer. Baserat på parallaxmätning inom Hipparcosuppdraget på ca 3,7 mas, beräknas den befinna sig på ett avstånd på ca 880 ljusår (ca 270 parsek) från solen. Den rör sig närmare solen med en heliocentrisk radialhastighet av ca -14 km/s.

## Egenskaper
Primärstjärnan 11 Arietis är en blå till vit stjärna av spektralklass B9 IV-Vn, vilket anger att den börjat utvecklas bort från huvudserien till en underjätte efter hand som förrådet av väte i kärnan förbrukats. Den har en radie som är ca 5,2 solradier och utsänder ca 300 gånger mera energi än solen från dess fotosfär. 
11 Arietis roterar snabbt med en projicerad rotationshastighet på 249 km/s. Denna rörelse, i kombination med Dopplereffekten, orsakar att absorptionslinjerna i spektrumet blir "diffusa", vilket anges av "n" -suffixet i klassificeringen.